# Arena de Beach Soccer Maestro Júnior
A Arena de Beach Soccer Maestro Júnior, ou simplesmente Arena Maestro Júnior é uma arena de beach soccer localizada na cidade do Rio de Janeiro.
A arena, inaugurada no dia 20 de julho de 2012, faz parte das instalações esportivas da Sede social do Clube de Regatas do Flamengo, na Gávea, e tem recebido competições da modalidade, como, por exemplo, a decisão da I Super Copa de Beach Soccer, disputada no dia 21 de julho de 2012, e o Torneio Intercontinental Interclubes Cidade Maravilhosa, disputado entre os dias 13 e 18 de novembro de 2012, e até competições de outras modalidades, como a 4ª etapa da Liga Nacional de Futevôlei, disputada em Novembro de 2012.
Na entrada da quadra, há uma placa com os dizeres:
"Junior está na galeria dos heróis imortais na história do Flamengo, pelos 38 títulos conquistados, pelos gols inesquecíveis, mas principalmente, por ter vestido o Manto Sagrado como se fosse sua segunda pele. Obrigado maestro por toda sua dedicação e pelas glórias conquistadas para o Clube de Regatas do Flamengo".
A inauguração da placa foi feita por Zico e Júnior juntos.